# Scania Touring
Scania Touring är en turistbuss, s.k. coach tillverkad i ett samarbete mellan Scania och Higer. I andra exportmarknader än Europa säljs modellen under namnet Higer A80T.
Bussen lanserades på mässan Busworld i Kortrijk 2009. Bussen tillverkas i ett samarbete mellan Scania och Higer i Belgien och Kina, där Scania tillverkar och utvecklar chassit med drivlina medan karossen utvecklas i ett samarbete men tillverkas av Higer. Bussen har sedan den ursprungliga lanseringen sålts på många marknader runtom i världen såsom Europa, Myanmar, Sydafrika och Israel.
Den kommer som standard med säkerhetssystem som till exempel EBS och kan beroende på marknad och kundens val utrustas med förarhjälpmedel såsom AEBS och avåkningsvarnare. 
Scania Touring erbjuds i många konfigurationer som både högerstyrd och vänsterstyrd och med två alternativt tre axlar. Kunden kan välja typ av stolar, dörrkonfiguration, toalett, kök osv för att passa sina ändamål.